# 貴田遼河
貴田 遼河（きだ りょうが、2005年7月15日 - ）は、東京都出身のサッカー選手。AAアルヘンティノス・ジュニアーズ所属。ポジションはフォワード。U-17日本代表。

## 経歴
東京ヴェルディジュニアからFC多摩ジュニアユースを経て名古屋グランパスU-18に加入。名古屋グランパスU-18在籍中の2022年7月、2種登録選手としてトップチームに登録された。7月13日、天皇杯4回戦のセレッソ大阪戦でスタメン出場し、トップチームデビューを果たした。
2023年5月2日、名古屋グランパスとプロ契約をしたことを発表された。なお、U-18在籍時にプロ契約したのは杉森考起、菅原由勢に続く3人目。
2024年から買取オプション付きローンでアルゼンチン1部、AAアルヘンティノス・ジュニアーズに加入。契約期間は2024年12月31日までとし、リザーブチームに加わることになる。2024年12月27日、ローン期間が1年延長され2025年12月31日までとなった。

## 所属クラブ
- 東京ヴェルディジュニア
- FC多摩ジュニアユース
- 名古屋グランパスU-18（東海学園高等学校）
  - 2022年7月 - 2023年5月  名古屋グランパス（2種登録選手）
- 2023年5月 -  名古屋グランパス
  - 2024年 -  AAアルヘンティノス・ジュニアーズ（期限付き移籍）

## 個人成績
| 国内大会個人成績 | 国内大会個人成績 | 国内大会個人成績 | 国内大会個人成績 | 国内大会個人成績 | 国内大会個人成績 | 国内大会個人成績 | 国内大会個人成績 | 国内大会個人成績 | 国内大会個人成績 | 国内大会個人成績 | 国内大会個人成績 |
| 年度             | クラブ           | 背番号           | リーグ           | リーグ戦         | リーグ戦         | リーグ杯         | リーグ杯         | オープン杯       | オープン杯       | 期間通算         | 期間通算         |
| 年度             | クラブ           | 背番号           | リーグ           | 出場             | 得点             | 出場             | 得点             | 出場             | 得点             | 出場             | 得点             |
| 日本             | 日本             | 日本             | 日本             | リーグ戦         | リーグ戦         | リーグ杯         | リーグ杯         | 天皇杯           | 天皇杯           | 期間通算         | 期間通算         |
| ---------------- | ---------------- | ---------------- | ---------------- | ---------------- | ---------------- | ---------------- | ---------------- | ---------------- | ---------------- | ---------------- | ---------------- |
| 2022             | 名古屋           | 42               | J1               | 0                | 0                | 0                | 0                | 1                | 0                | 1                | 0                |
| 2023             | 名古屋           | 42               | J1               | 12               | 0                | 5                | 2                | 2                | 1                | 19               | 3                |
| 通算             | 日本             | 日本             | J1               | 12               | 0                | 5                | 2                | 3                | 1                | 20               | 3                |
| 総通算           | 総通算           | 総通算           | 総通算           | 12               | 0                | 5                | 2                | 3                | 1                | 20               | 3                |

- 2022年7月 - 2023年5月までは2種登録選手

## 代表歴
- 2020; U-15日本代表候補
- 2021; U-16日本代表候補
- 2022; U-17日本代表
  - Balcom BMW CUP 広島ユース（8月）、クロアチア遠征（11月）